# Chaitophorus pentandrinus
Chaitophorus pentandrinus är en insektsart som beskrevs av Ossiannilsson 1959. Enligt Catalogue of Life ingår Chaitophorus pentandrinus i släktet Chaitophorus och familjen långrörsbladlöss, men enligt Dyntaxa är tillhörigheten istället släktet Chaitophorus och familjen borstbladlöss. Arten är reproducerande i Sverige. Inga underarter finns listade i Catalogue of Life.